# تکوین دستگاه عصبی
تکوین دستگاه عصبی، رشد دستگاه عصبی یا رشد عصبی (توسعه عصبی) به فرآیندهایی گفته می‌شود که دستگاه عصبی جانوران را از مراحل اولیه رشد جنینی تا بزرگسالی ایجاد، شکل و تغییر شکل می‌دهد. رشته و زمینه دانشگاهی رشد عصبی از علوم اعصاب و زیست‌شناسی تکوینی برای توصیف و ارائه بینشی در مورد مکانیسم‌های سلولی و مولکولی که توسط آن دستگاه‌های عصبی پیچیده توسعه می‌یابند، از کرم‌های لوله ای و مگس سرکه گرفته تا پستانداران، الگو می‌گیرد.
نقص در رشد عصبی می‌تواند منجر به ناهنجاری‌هایی مانند هولوپروزنسفالی و طیف گسترده‌ای از اختلالات عصبی از جمله فلج اندام و فلجی کامل، اختلالات تعادلی و بینایی و تشنج شود. در انسان اختلالات دیگری مانند سندرم رت، نشانگان داون و کم‌توانی ذهنی نیز ممکن است رخ دهد.

## نگاهی کلی

نمودار دستگاه عصبی مهره داران به زبان انگلیسی.

تشکیل و تمایز یافتن دستگاه عصبی در جنین، زودتر از سایر اندام‌ها و دستگاه‌ها آغاز می‌شود و اولین دوره اندام‌زایی جنین را تشکیل می‌دهد. در انسان و سایر مهره‌داران، دستگاه عصبی از تمایز پوسته خارجی جنین (اکتودرم) (Ectoderm) به وجود می‌آید. ابتدا اکتودرم در طول پشت جنین به صورت یک نوار مسطح و قطور مشخص می‌شود که به آن نوار یا صفحه عصبی (Neural plate) می‌گویند. سلول‌های صفحه عصبی ضمن تکثیر، داخل رفته و یک فرورفتگی طولی را به نام ناودان یا شیار عصبی (Neural groove) ایجاد می‌کنند. همزمان با تکثیر سلول‌ها به‌تدریج دو سر شیار عصبی به یکدیگر نزدیک و سپس متصل می‌شود. اتصال دو لبه لوله عصبی، ابتدا در ناحیه وسط جنین روی می‌دهد و سپس به دو سر لوله امتداد می‌یابد و سرانجام دو منفذ قدامی و خلفی آن کاملاً بسته می‌شود. همزمان با تغییراتی که گفته شد تعدادی از سلول‌های دو طرف لوله عصبی به صورت گروهی، از این لوله جدا می‌شوند. این توده سلول‌ها را تیغه عصبی می‌نامند. تیغه‌های عصبی با رشد و نمو و تمایز خود سرانجام عقده‌های نخاعی، ریشه‌های خلفی اعصاب نخاعی، عقده‌های حسی اعصاب مغزی و گره‌های عصبی پراکنده در بدن و نواحی مرکزی غدد فوق‌کلیوی را می‌سازند. لوله عصبی مغز و نخاع را به وجود می‌آورد.

## جنین‌شناسی سلولها
سلول‌های تشکیل‌دهنده لوله عصبی در طی تکثیر و رشد و نمو خود در دو جهت از یکدیگر تمایز می‌یابند. عده‌ای که نورواکتوبلاست خوانده می‌شوند، منشأ نورون‌ها و عده دیگری که اسپونژیوبلاست (Spongioblas) نام دارند، منشأ سلول‌های بافت همبند(نوروگلیا) با منشأ اکتودرمی می‌شوند.

## تشکیل مغز و نخاع

نمای شماتیک دستگاه عصبی در دوران جنینی با اجزایش forebrain, midbrain و hindbrain

لوله عصبی اولیه در ناحیه سر جنین، برجسته‌تر از نواحی دیگر است. این برجستگی حباب‌مانند به مغز تبدیل می‌شود و در دنباله آن نخاع به وجود می‌آید. ناحیه برجسته ابتدای لوله عصبی با تکثیر سلول‌ها و ایجاد فرورفتگی در آن ابتدا به سه برجستگی تقسیم می‌شود که از بالا به پایین به نام‌های مغز پیشین یا پروزانسفال، مغز میانی یا مزانسفال و مغز پسین یا رومبانسفال خوانده می‌شوند. در جنین ۲۵ روزه انسان، این سه بخش به وجود آمده‌اند. تا حدود یک هفته بعد مغز پیشین به دو بخش و مغز پسین نیز به دو بخش تقسیم می‌شود. به‌طوری که مغز جنین در ابتدای ماه دوم دارای پنج برجستگی در ناحیه سر می‌شود. البته همزمان با این تغییرات، خمیدگی‌هایی بین این برجستگی‌ها به وجود آمده و آنها را بر روی یکدیگر قرار می‌دهد تا مغز در درون حفره جمجمه که در حال شکل‌گیری است، جای گیرد.
برجستگی‌های حاصل از تقسیم مغز پیشین را تلانسفال و دیانسفال می‌خوانند. این دو برجستگی، نیمکره‌های مخ را می‌سازند. تقسیمات مغز پسین، متانسفال و میلانسفال نام دارند که مخچه، پل مغز و بصل‌النخاع را به وجود می‌آورند. بصل‌النخاع یا پیاز مغز که پایین‌ترین بخش مغز است از رشد و نمو میلانسفال که پایین‌ترین برجستگی‌های پنجگانه اولیه مغز است، ساخته می‌شود. در سقف حفره وسط بصل‌النخاع، رگ‌های خونی زیادی تشکیل می‌شود که سرانجام به برجستگی‌های ریز مرجان‌مانندی به نام شبکه کوروئید تحتانی تبدیل می‌گردد. نقش شبکه کوروئید، تراوش و ترشح بخشی از مایع مغزی-نخاعی است. در بالای بصل‌النخاع بر اثر رشد و نمو متانسفال در سمت پشت، مخچه و در سمت جلو، پل مغز ساخته می‌شود. کمی بالاتر، مزانسفال یا مغز میانی برجستگی‌های چهارگانه و دو جوانه پایک‌های مغزی را می‌سازد. بزرگ‌ترین بخش مغز، نیمکره‌های مخ است که در بالای مزانسفال قرار دارند. تلانسفال که اولین برجستگی از حباب‌های پنجگانه مغز جنین است از وسط به‌طور ناقص به دو نیمکره تقسیم می‌شود. بخش‌هایی از هر نیمکره مخ به وسیله تلانسفال و بخش‌های دیگر، از دیانسفال به وجود می‌آیند. قشر مخ و پیازهای بویایی و هسته‌های عدسی، دمدار و بادامه در تلانسفال ساخته می‌شوند. دیانسفال سازنده تالاموسها، هیپوتالاموس، غده کاجی، بخش پشتی هیپوفیز و جوانه سازنده شبکیه چشم است. نیمکره‌های مخ، به وسیله رشته‌های بسیار زیاد عصبی به نام رابط یا جسم پینه‌ای با یکدیگر ارتباط دارند.
بیشترین تکثیر و رشد و نمو سلول‌های عصبی در دوره جنینی صورت می‌گیرد و مغز نوزاد انسان بخش اعظم سلول‌های خود را به دست آورده‌است. البته وزن مغز نوزاد فقط در حدود یک چهارم وزن مغز فرد بالغ است.

## نگارخانه

فلوچارت رشد مغزی انسان به زبان انگلیسی